# Paracypris ovalis
Paracypris ovalis is een mosselkreeftjessoort uit de familie van de Candonidae. De wetenschappelijke naam van de soort is voor het eerst geldig gepubliceerd in 1871 door Brady, 186.